# 나미브주

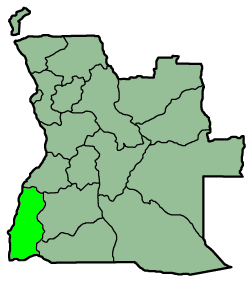
나미브 주의 위치

나미브주(포르투갈어: Província do Namibe)는 앙골라의 주로, 주도는 모사메드스이며 면적은 57,091km2, 인구는 313,667명(2006년 기준)이다. 포르투갈령 시기에는 모사메드스 주(포르투갈어: Província de Moçâmedes)로 알려지기도 했다. 서쪽으로는 대서양과 인접해 있어서 한류와 벵겔라 해류의 영향을 받았고 남쪽으로는 나미브 사막과 인접해 있어서 건조한 날씨가 계속된다. 해안 인근 지대에는 백악기 후기로 추정되는 상어, 거북이, 수장룡, 용각아목 화석이 출토되었다.